# فهرست جایزه‌ها و نامزدی‌های بالا (فیلم ۲۰۰۹)
| Awards                                       | Awards                                 | Awards                                                                                         | Awards                                                           | Awards   |
| Award                                        | Date of ceremony                       | Category                                                                                       | Recipients and nominees                                          | Outcome  |
| -------------------------------------------- | -------------------------------------- | ---------------------------------------------------------------------------------------------- | ---------------------------------------------------------------- | -------- |
| جایزه اسکار                                  | هشتاد و دومین دوره جوایز اسکار         | جایزه اسکار بهترین فیلم                                                                        | جوناس ریورا                                                      | نامزدشده |
| جایزه اسکار                                  | هشتاد و دومین دوره جوایز اسکار         | جایزه اسکار بهترین فیلم‌نامه غیراقتباسی                                                         | پیت داکتر، توماس مک‌کارتی (هنرپیشه) and باب پیترسون (فیلم‌ساز)     | نامزدشده |
| جایزه اسکار                                  | هشتاد و دومین دوره جوایز اسکار         | جایزه اسکار بهترین فیلم پویانمایی                                                              | Pete Docter                                                      | برنده    |
| جایزه اسکار                                  | هشتاد و دومین دوره جوایز اسکار         | جایزه اسکار بهترین موسیقی فیلم                                                                 | مایکل جاکینو                                                     | برنده    |
| جایزه اسکار                                  | هشتاد و دومین دوره جوایز اسکار         | جایزه اسکار بهترین تدوین صدا                                                                   | Tom Myers and مایکل سیلوز                                        | نامزدشده |
| جایزه آنیs                                   | February ۶, ۲۰۱۰                       | جایزه آنی بهترین فیلم پویانمایی                                                                | Pete Docter and Bob Peterson                                     | برنده    |
| جایزه آنیs                                   | February ۶, ۲۰۱۰                       | Best Animated Effects                                                                          | Eric Froemling                                                   | نامزدشده |
| جایزه آنیs                                   | February ۶, ۲۰۱۰                       | Best Character Animation in a Feature Production                                               | Daniel Nguyen                                                    | نامزدشده |
| جایزه آنیs                                   | February ۶, ۲۰۱۰                       | Best Character Design in a Feature Production                                                  | Daniel López Muñoz                                               | نامزدشده |
| جایزه آنیs                                   | February ۶, ۲۰۱۰                       | Best Directing in a Feature Production                                                         | Pete Docter                                                      | برنده    |
| جایزه آنیs                                   | February ۶, ۲۰۱۰                       | Best Music in a Feature Production                                                             | Michael Giacchino                                                | نامزدشده |
| جایزه آنیs                                   | February ۶, ۲۰۱۰                       | Best Storyboarding in a Feature Production                                                     | رونی دل کارمن                                                    | نامزدشده |
| جایزه آنیs                                   | February ۶, ۲۰۱۰                       | Best Storyboarding in a Feature Production                                                     | پیتر سون                                                         | نامزدشده |
| جایزه آنیs                                   | February ۶, ۲۰۱۰                       | Best Writing in a Feature Production                                                           | Pete Docter, Tom McCarthy, and Bob Peterson                      | نامزدشده |
| Artios Awards                                | ۲ نوامبر ۲۰۰۹                          | Outstanding Achievement in Casting – Animation Feature                                         | Natalie Lyon and Kevin Reher                                     | برنده    |
| Austin Film Critics Award                    | December 15, 2009                      | Best Animated Film                                                                             |                                                                  | برنده    |
| Austin Film Critics Award                    | December 15, 2009                      | Best Music                                                                                     | Michael Giacchino                                                | برنده    |
| جوایز برگزیده کودکان نیکلودین                | ۲۷ مارس ۲۰۱۰                           | Favorite Animated Movie                                                                        |                                                                  | برنده    |
| جوایز فیلم بفتا                              | شصت و سومین دوره جوایز بفتا            | Best Animated Film                                                                             | Pete Docter and Bob Peterson                                     | برنده    |
| جوایز فیلم بفتا                              | شصت و سومین دوره جوایز بفتا            | جایزه بفتای بهترین موسیقی فیلم                                                                 | Michael Giacchino                                                | برنده    |
| جوایز فیلم بفتا                              | شصت و سومین دوره جوایز بفتا            | جایزه بفتای بهترین فیلم‌نامه اصلی                                                               | Pete Docter and Bob Peterson                                     | نامزدشده |
| جوایز فیلم بفتا                              | شصت و سومین دوره جوایز بفتا            | Best Sound                                                                                     | Tom Myers, Michael Semanick, and Michael Silvers                 | نامزدشده |
| انجمن منتقدان فیلم شیکاگو                    | December 21, 2009                      | Best Animated Feature                                                                          |                                                                  | برنده    |
| انجمن منتقدان فیلم شیکاگو                    | December 21, 2009                      | Best Original Score                                                                            | Michael Giacchino                                                | برنده    |
| انجمن منتقدان فیلم شیکاگو                    | December 21, 2009                      | Best Original Screenplay                                                                       | Bob Peterson                                                     | نامزدشده |
| انجمن منتقدان پخش فیلم                       | پانزدهمین جوایز سالانه منتقدین سینمایی | Best Animated Feature                                                                          |                                                                  | برنده    |
| انجمن منتقدان پخش فیلم                       | پانزدهمین جوایز سالانه منتقدین سینمایی | Best Picture                                                                                   |                                                                  | نامزدشده |
| انجمن منتقدان پخش فیلم                       | پانزدهمین جوایز سالانه منتقدین سینمایی | Best Score                                                                                     | Michael Giacchino                                                | برنده    |
| انجمن منتقدان پخش فیلم                       | پانزدهمین جوایز سالانه منتقدین سینمایی | Best Original Screenplay                                                                       | Pete Docter and Bob Peterson                                     | نامزدشده |
| انجمن منتقدان فیلم دالاس‌فورت وورث            | December 16, 2009                      | Best Animated Film                                                                             |                                                                  | برنده    |
| Eddie Awards                                 | February 14, 2010                      | Best Edited Animated Feature Film                                                              | Kevin Nolting                                                    | برنده    |
| East West Players                            | ۱۹ آوریل ۲۰۱۰                          | Breakout Performance Award                                                                     | جردن ناگای                                                       | برنده    |
| East West Players                            | ۱۹ آوریل ۲۰۱۰                          | EWP Visionary Award                                                                            | پیکسار                                                           | برنده    |
| حلقه منتقدان فیلم فلوریدا                    | December 21, 2009                      | Best Animated Feature                                                                          |                                                                  | برنده    |
| جایزه گلدن گلوبs                             | شصت و هفتمین مراسم گلدن گلوب           | جایزه گلدن گلوب بهترین فیلم پویانمایی                                                          | Pete Docter and Bob Peterson                                     | برنده    |
| جایزه گلدن گلوبs                             | شصت و هفتمین مراسم گلدن گلوب           | جایزه گلدن گلوب بهترین موسیقی                                                                  | Michael Giacchino                                                | برنده    |
| Golden Reel Awards                           | ۲۰ فوریه ۲۰۱۰                          | Best Sound Editing – Sound Effects, Foley, Music, Dialogue and ADR Animation in a Feature Film |                                                                  | برنده    |
| راتن تومیتوز                                 | ۱۰ ژانویه ۲۰۱۰                         | Wide Release                                                                                   |                                                                  | برنده    |
| جایزه گرمیs                                  | پنجاه و دومین مراسم جایزه گرمی         | Best Instrumental Arrangement                                                                  | Michael Giacchino and Tim Simonec                                | نامزدشده |
| جایزه گرمیs                                  | پنجاه و دومین مراسم جایزه گرمی         | Best Instrumental Composition                                                                  | Michael Giacchino                                                | برنده    |
| جایزه گرمیs                                  | پنجاه و دومین مراسم جایزه گرمی         | Best Score Soundtrack Album                                                                    | Michael Giacchino                                                | برنده    |
| جایزه هوگوs                                  | ۵ سپتامبر ۲۰۱۰                         | جایزه هوگو بهترین نمایش درام                                                                   | Pete Docter, Tom McCarthy, and Bob Peterson                      | نامزدشده |
| Irish Film and Television Awards             | February ۲۰, ۲۰۱۰                      | Best International Film                                                                        |                                                                  | نامزدشده |
| Kansas City Film Critics Circle Awards       | ۳ ژانویه ۲۰۱۰                          | Best Animated Film                                                                             |                                                                  | برنده    |
| انجمن تهیه‌کنندگان آمریکا                     | January 24, 2010                       | Animated Theatrical Motion Pictures                                                            | Jonas Rivera                                                     | برنده    |
| انجمن تهیه‌کنندگان آمریکا                     | January 24, 2010                       | Theatrical Motion Pictures                                                                     | Jonas Rivera                                                     | نامزدشده |
| هیئت ملی بازبینی فیلم                        | January 14, 2010                       | Best Animated Feature                                                                          |                                                                  | برنده    |
| جامعه آنلاین منتقدان فیلم                    | January 6, 2010                        | Best Animated Film                                                                             |                                                                  | برنده    |
| جامعه آنلاین منتقدان فیلم                    | January 6, 2010                        | Best Original Score                                                                            | Michael Giacchino                                                | برنده    |
| جامعه آنلاین منتقدان فیلم                    | January 6, 2010                        | Best Picture                                                                                   |                                                                  | نامزدشده |
| جامعه آنلاین منتقدان فیلم                    | January 6, 2010                        | Best Original Screenplay                                                                       | Bob Peterson                                                     | نامزدشده |
| جایزه نخل سگ                                 | ۲۲ مه ۲۰۰۹                             | Best Canine Performance during the جشنواره کن.                                                 | "Dug"                                                            | برنده    |
| Phoenix Film Critics Society Awards          | ۲۲ دسامبر ۲۰۰۹                         | Best Animated Film                                                                             |                                                                  | برنده    |
| Phoenix Film Critics Society Awards          | ۲۲ دسامبر ۲۰۰۹                         | Best Original Score                                                                            | Michael Giacchino                                                | برنده    |
| Phoenix Film Critics Society Awards          | ۲۲ دسامبر ۲۰۰۹                         | Best Screenplay Written Directly for the Screen                                                | Pete Docter and Bob Peterson                                     | برنده    |
| جایزه ستلایتs                                | December 20, 2009                      | Best Animated or Mixed Media Feature                                                           | Pete Docter and Bob Peterson                                     | نامزدشده |
| جایزه ستلایتs                                | December 20, 2009                      | Best Original Screenplay                                                                       | Pete Docter and Bob Peterson                                     | نامزدشده |
| جایزه ستلایتs                                | December 20, 2009                      | Best Original Score                                                                            | Michael Giacchino                                                | نامزدشده |
| جایزه ساترنs                                 | June ۲۴, ۲۰۱۰                          | جایزه ساترن بهترین فیلم پویانمایی                                                              | Pete Docter                                                      | نامزدشده |
| جایزه ساترنs                                 | June ۲۴, ۲۰۱۰                          | Best Music                                                                                     | Michael Giacchino                                                | نامزدشده |
| Southeastern Film Critics Association Awards | ۱۳ دسامبر ۲۰۰۹                         | Best Animated Feature                                                                          |                                                                  | برنده    |
| جوایز برگزیده نوجوانان                       | ۹ اوت ۲۰۰۹                             | Choice Summer Movie: Comedy                                                                    |                                                                  | برنده    |
| انجمن جلوه‌های بصری                           | ۱۰ فوریه ۲۰۱۰                          | Outstanding Animation in an Animated Feature Motion Picture                                    | Gary Bruins, Pete Docter, Steve May, and Jonas Rivera            | برنده    |
| انجمن جلوه‌های بصری                           | ۱۰ فوریه ۲۰۱۰                          | Outstanding Animated Character in an Animated Feature Motion Picture                           | Ed Asner, Carmen Ngai, Brian Tindall, and Ron Zorman             | برنده    |
| انجمن جلوه‌های بصری                           | ۱۰ فوریه ۲۰۱۰                          | Outstanding Effects Animation in an Animated Feature Motion Picture                            | Alexis Angelidis, Eric Froemling, Jason Johnston, and Jon Reisch | برنده    |
| انجمن منتقدان فیلم منطقه واشینگتن، دی.سی.    | ۷ دسامبر ۲۰۰۹                          | Best Animated Feature                                                                          |                                                                  | برنده    |
| انجمن منتقدان فیلم منطقه واشینگتن، دی.سی.    | ۷ دسامبر ۲۰۰۹                          | Best Film                                                                                      |                                                                  | نامزدشده |
| انجمن منتقدان فیلم منطقه واشینگتن، دی.سی.    | ۷ دسامبر ۲۰۰۹                          | Best Original Screenplay                                                                       | Pete Docter and Bob Peterson                                     | نامزدشده |
| حلقه زنان منتقد فیلم                         | ۹ دسامبر ۲۰۰۹                          | Best Family Film                                                                               |                                                                  | برنده    |